# Василий Жуковски
Вижте пояснителната страница за други личности с името Жуковски.
Василий Андреевич Жуковски (на руски: Василий Андреевич Жуковский) е руски поет и прозаик, сред пионерите на романтизма. Той е също преводач, литературен критик, академик.
В периода 1817 – 1841 г. е учител по руски език на великата княгиня, а след това и императрица Александра Фьодоровна и наставник на престолонаследника Александър Николаевич. Таен съветник (от 1841).
В чисто литературен план смята себе си за ученик на Николай Карамзин. Участва в литературния кръг Арзамас (от 1815), чиито членове отричат традициите на класицизма. Автор е на елегии (Теон и Есхия, Людмила) и на патриотични творби. Превежда английска и немска поезия и внася в руската лирика интимни и метафизични мотиви: приятелство, любов, вяра и задгробен живот. В неговите творби присъстват меланхолия, сантименталност и идилия. Развива руската поема и нейната мелодичност, особено изразяването на емоции. Усъвършенства руския хекзаметър, автор е на класическия превод на Одисея на руски (1842 – 1846).
Автор е на текста на химна на Руската империя „Боже, Царя храни!“.
Погребан е в Тихвинското гробище, Санкт-Петербург.